# نورمتادون
نورمتادون (انگلیسی: Normethadone) نوعی مسکن اوپیوئیدی صناعی است.